# Ljudvig Dmitrievič Faddeev
Ljudvig Dmitrievič Faddeev (in russo Людвиг Дмитриевич Фаддеев?, noto anche come Ludvig Faddeev; Leningrado, 23 marzo 1934 – San Pietroburgo, 26 febbraio 2017) è stato un fisico e matematico russo, conosciuto per i suoi contributi in fisica matematica, tra cui lo sviluppo delle equazioni di Faddeev per il problema dei tre corpi in meccanica quantistica.

## Riconoscimenti
- 1975 Premio Dannie Heineman
- 1990 Premio Dirac
- 2002 Premio Demidoff
- 2006 Premio Henri Poincaré
- 2008 Premio Shaw